# Ginkaku-ji
Le Ginkaku-ji (銀閣寺, le « temple du Pavillon d'argent ») est un temple bouddhiste situé dans l'arrondissement Sakyō-ku à Kyōto au Japon, et datant de la fin du XVe siècle.

## Historique
Bien que connu sous le nom de « Ginkaku-ji », le nom officiel du temple est Jisho-ji (慈照寺). Il a été construit en 1482 par le shogun Ashikaga Yoshimasa, qui voulait rivaliser avec Kinkaku-ji, le pavillon d'or, construit par son grand-père Ashikaga Yoshimitsu. Son intention était de couvrir le pavillon d'argent, mais à cause de l'intensification de la guerre Onin, qui avait éclaté quelques années plus tôt, en 1467, la construction a été arrêtée et le pavillon n'a jamais été couvert d'argent. Le bâtiment, qui devait être un monument ostentatoire, est maintenant pris en exemple pour montrer le raffinement dans la simplicité qui doit beaucoup à la doctrine du bouddhisme zen. Beaucoup de Japonais pensent qu'il est plus beau que son homologue doré.
Comme le Kinkaku-ji, le Ginkaku-ji a été construit pour servir de retraite dans le calme et la solitude pour le shogun. Pendant son règne en tant que shogun, Ashikaga Yoshimasa a donné un nouvel élan à la culture traditionnelle, maintenant connue sous le nom de Higashiyama bunka, la « culture de la Montagne de l'est ». Il est dit que Yoshimasa s'étant retiré dans sa villa, il s'asseyait dans le pavillon, contemplant le calme et la beauté des jardins, pendant que la guerre Onin empirait et réduisait Kyôto en cendres. En 1485, Yoshimasa se fit un moine bouddhiste zen et après sa mort le temple devint un temple nommé Jōshō-ji.

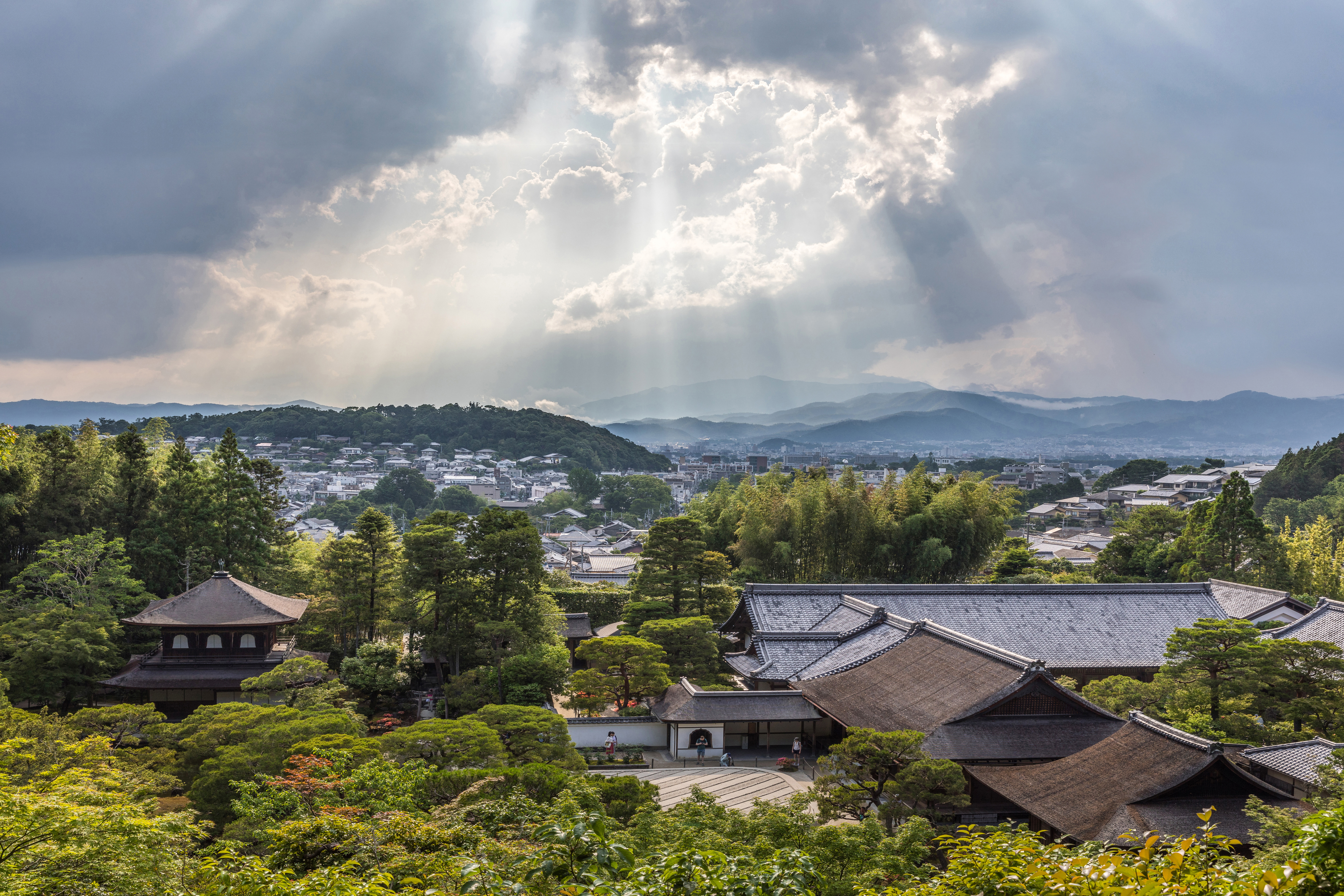
Le milieu environnant et vue panoramique du Ginkaku-ji (temple du Pavillon d'argent) et du Tōgudō (juin 2019).

## Structures

### Pavillon d'argent et étang
Des différents bâtiments de l'époque, seules ont survécu deux structures, la principale étant le Pavillon d'argent.

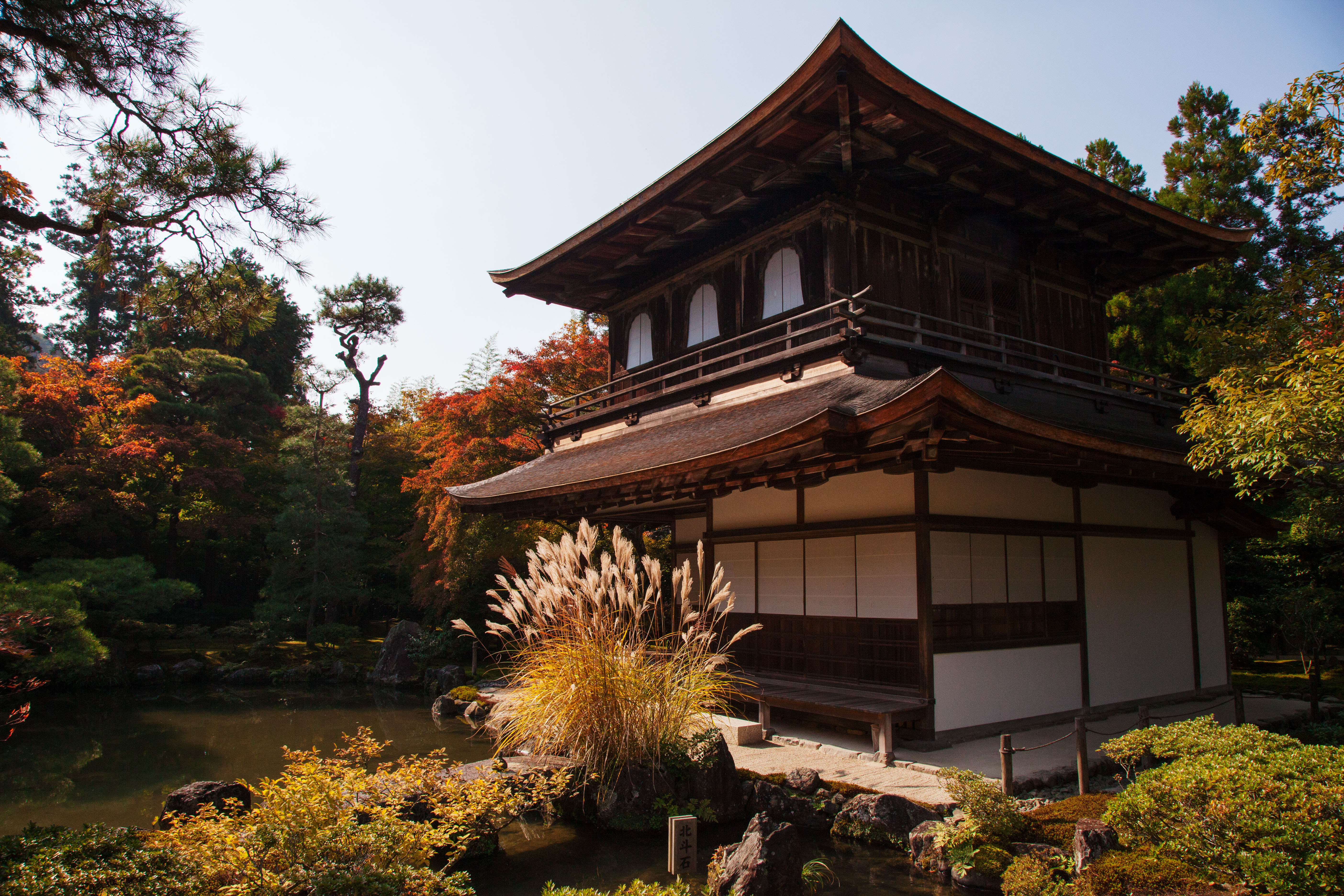
Le Pavillon d'argent.
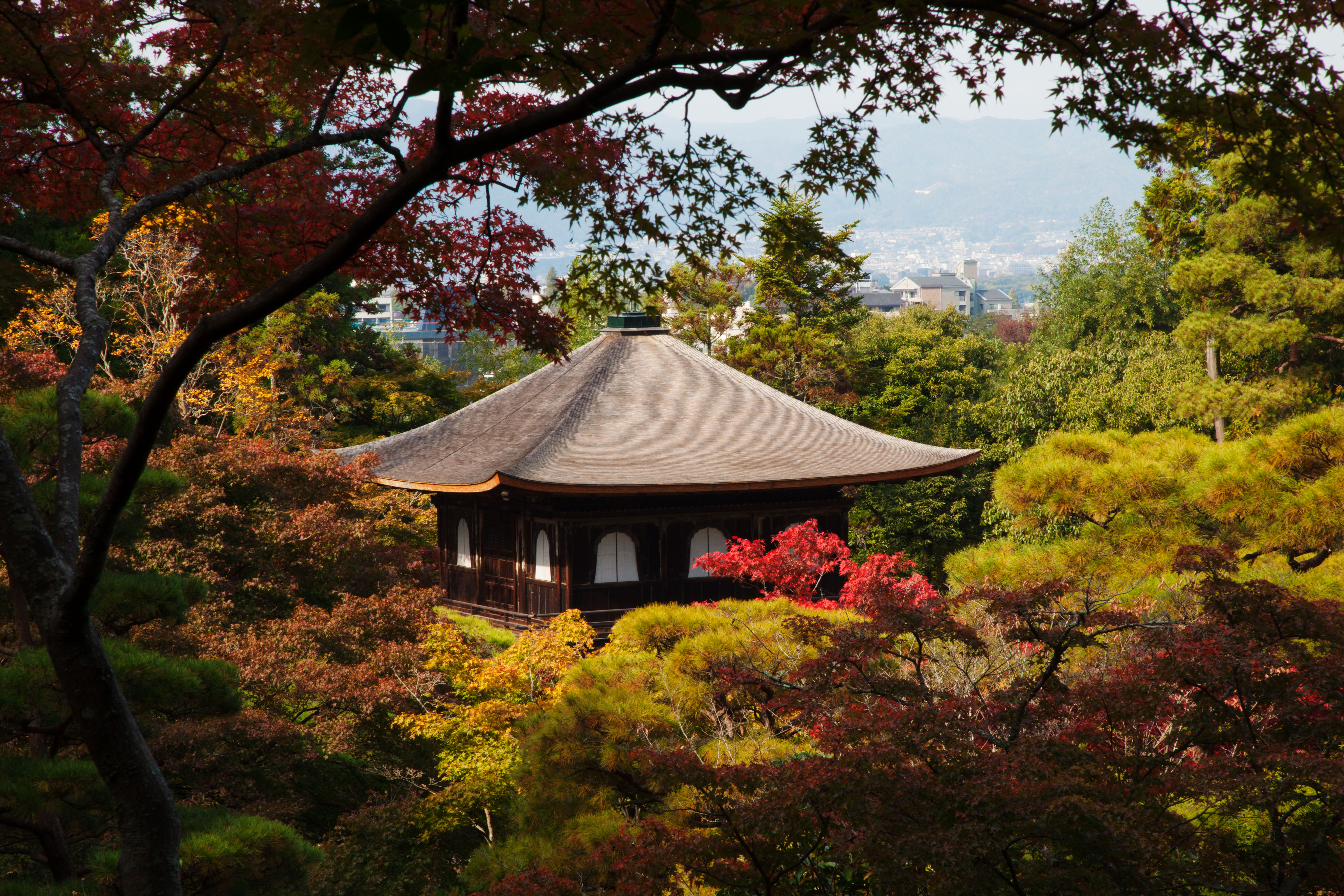
L'étage supérieur et le toit.
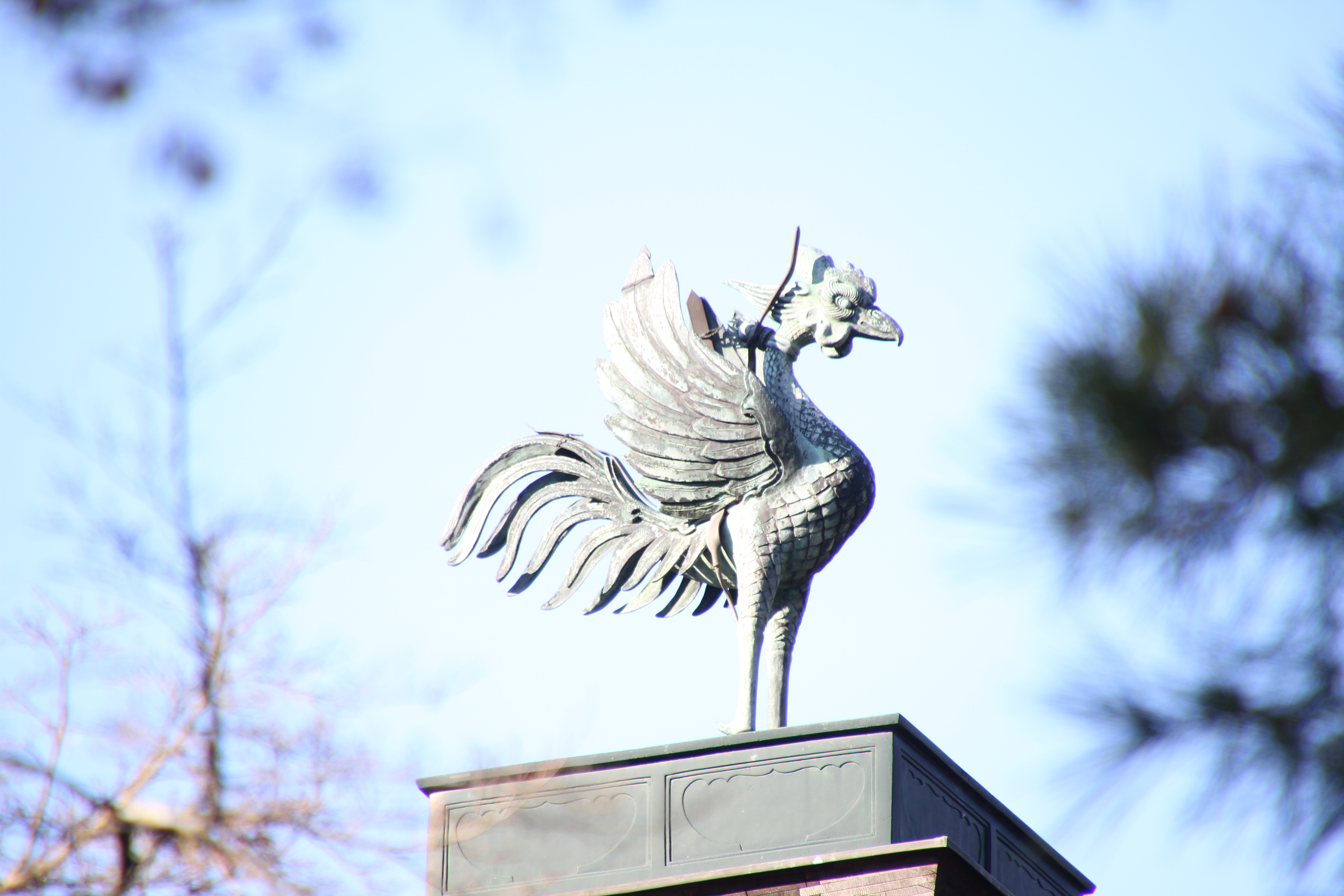
Phénix du pavillon d'argent

En plus du pavillon, le temple possède un terrain boisé couvert de mousses et un jardin japonais qu'on attribue à Soami.

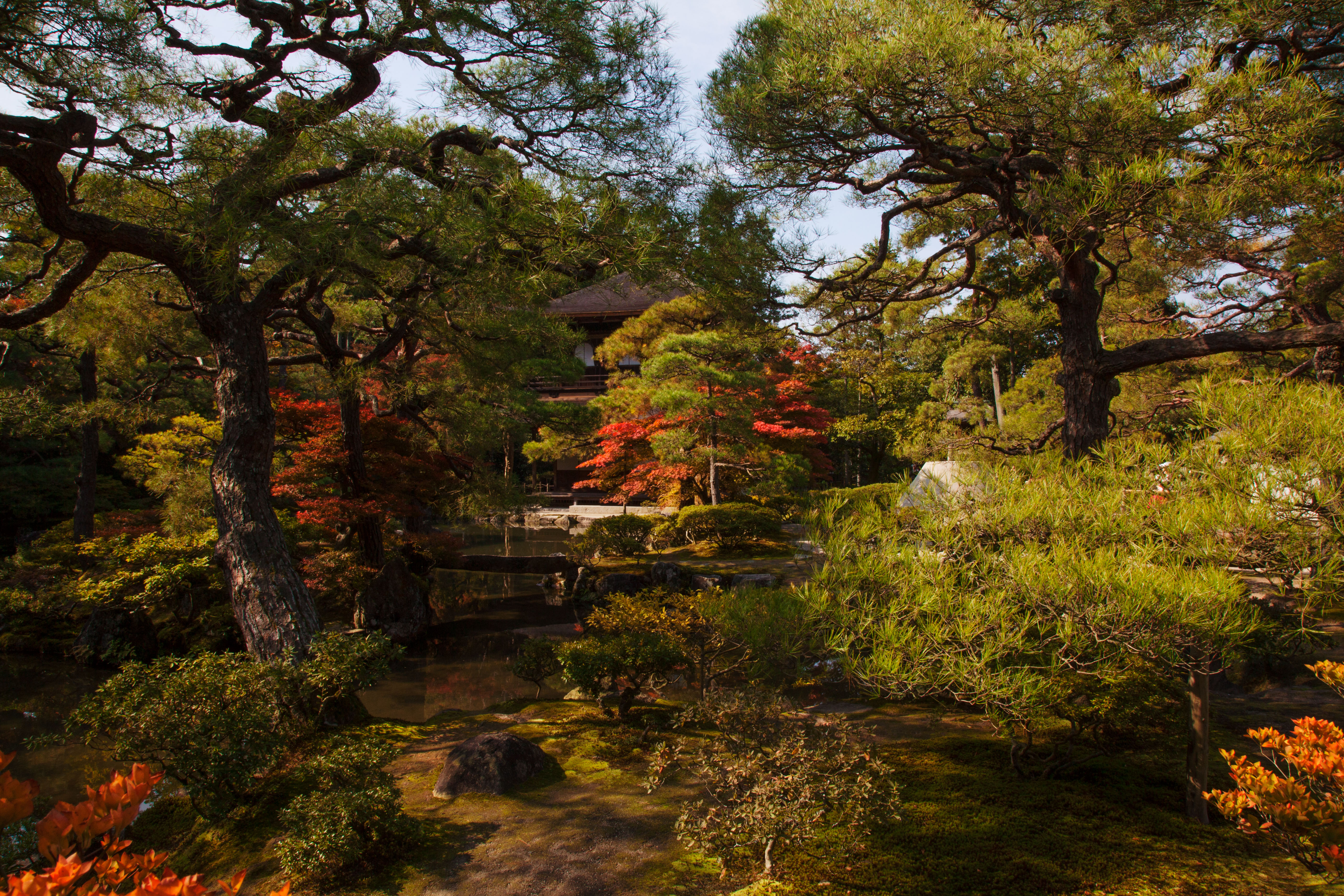
Le Pavillon d'argent perdu dans la verdure.
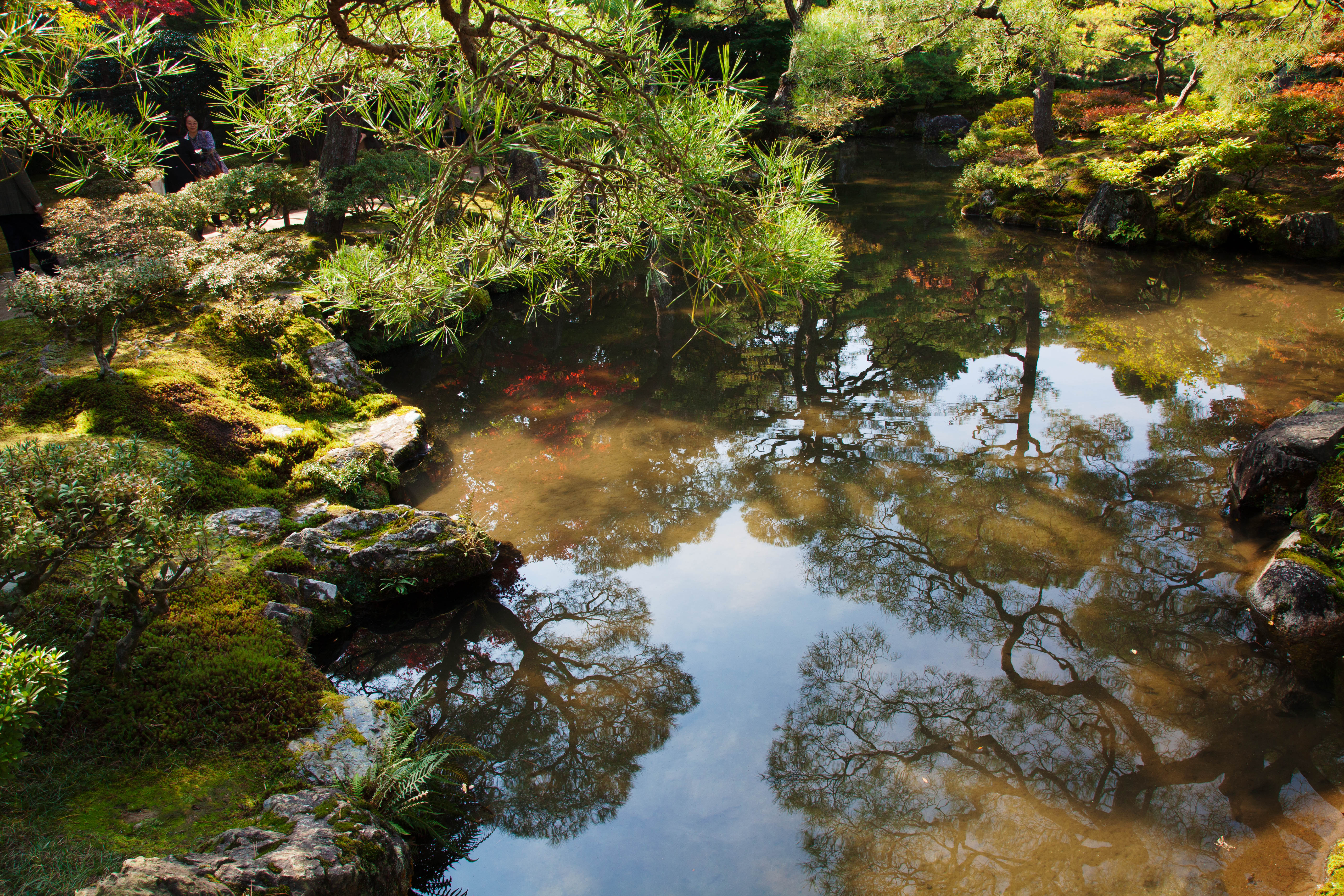
L'étang Kinkyo-chi.
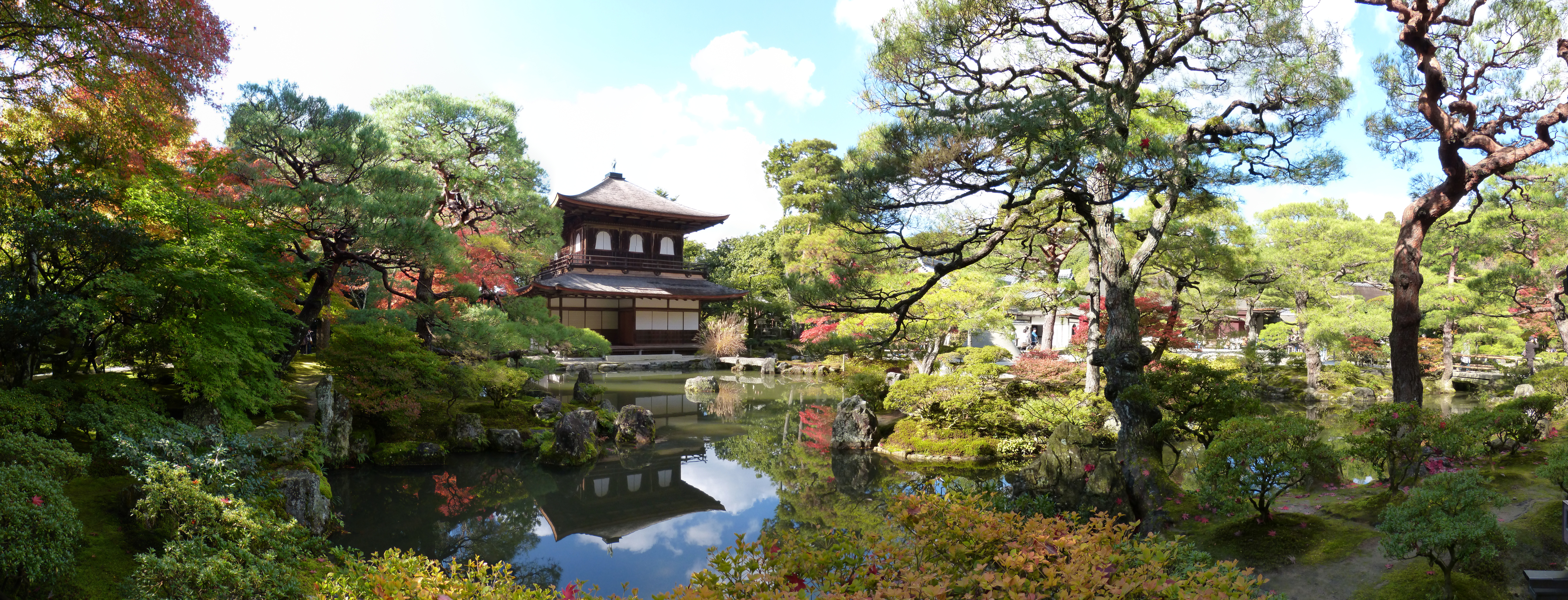
Vue depuis l’étang.

Le jardin de pierres et de sable de Ginkaku-ji est particulièrement célèbre et un tas de sable, qu'on dit laissé par les ouvriers quand les travaux ont été interrompus, en fait maintenant partie. Il symboliserait le mont Fuji. Le jardin sec du Ryōan-ji a été créé au cours de la première moitié du XVIe siècle.

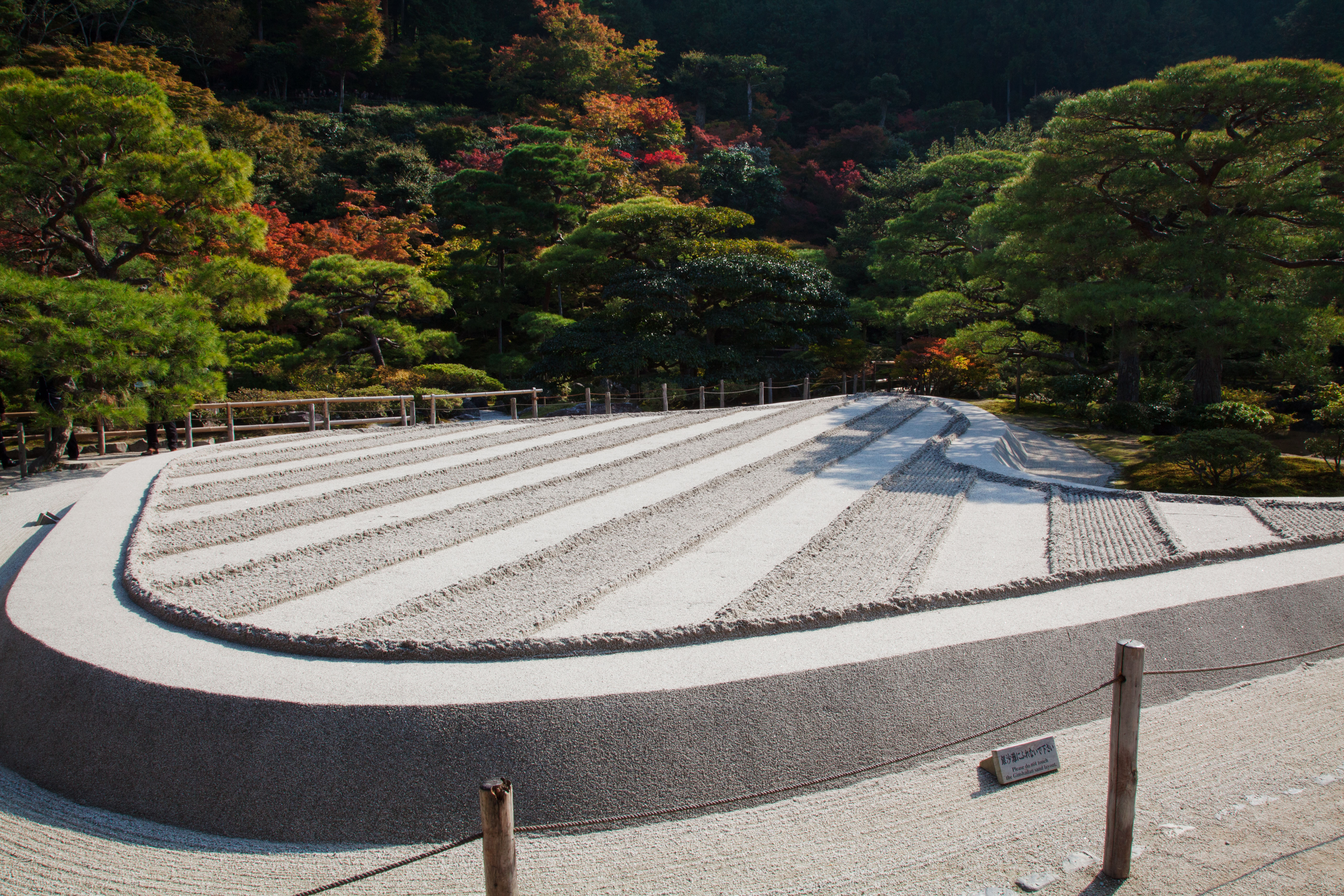
Le jardin de sable.
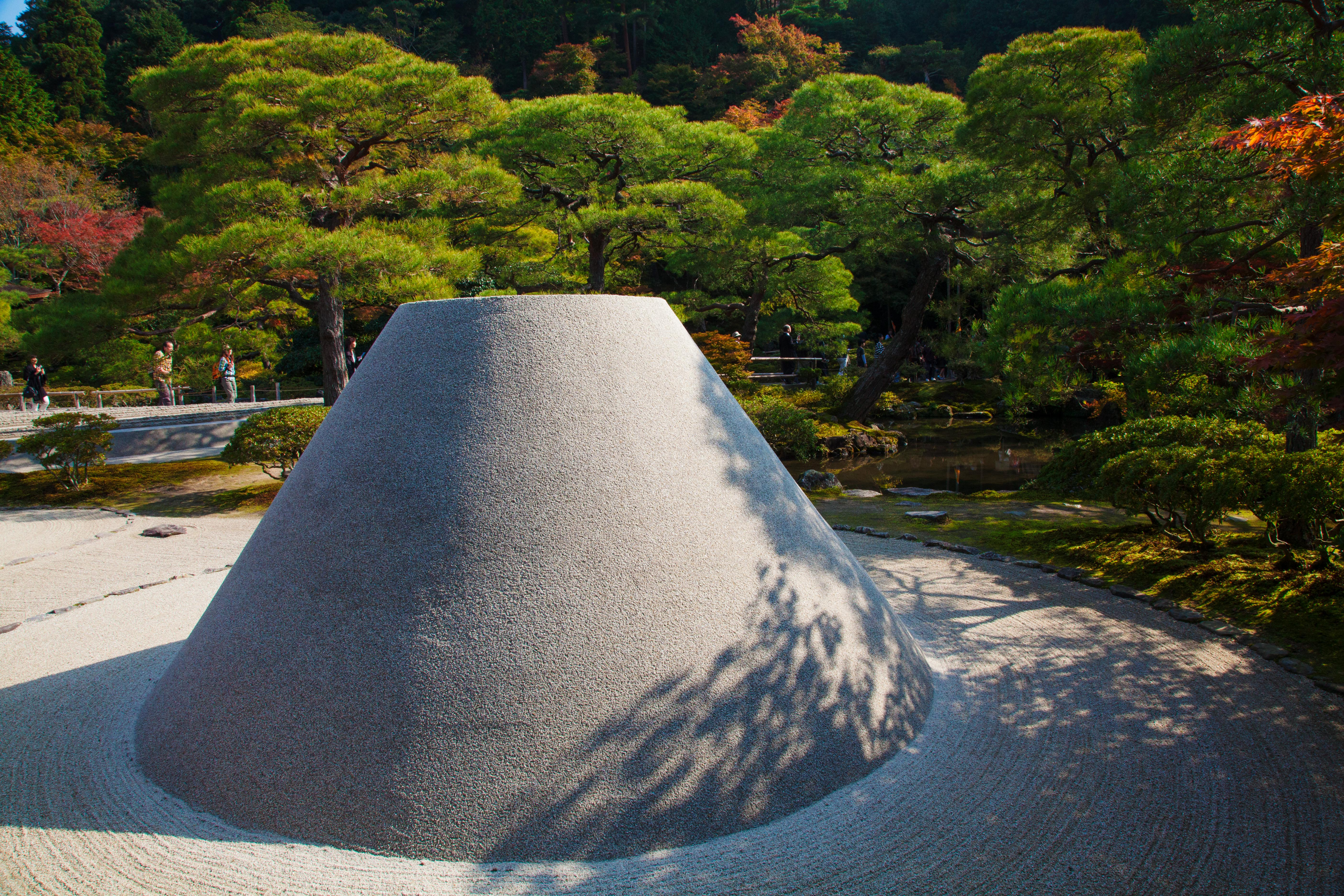
Kō getsudai, le tas de sable symbolisant le mont Fuji.
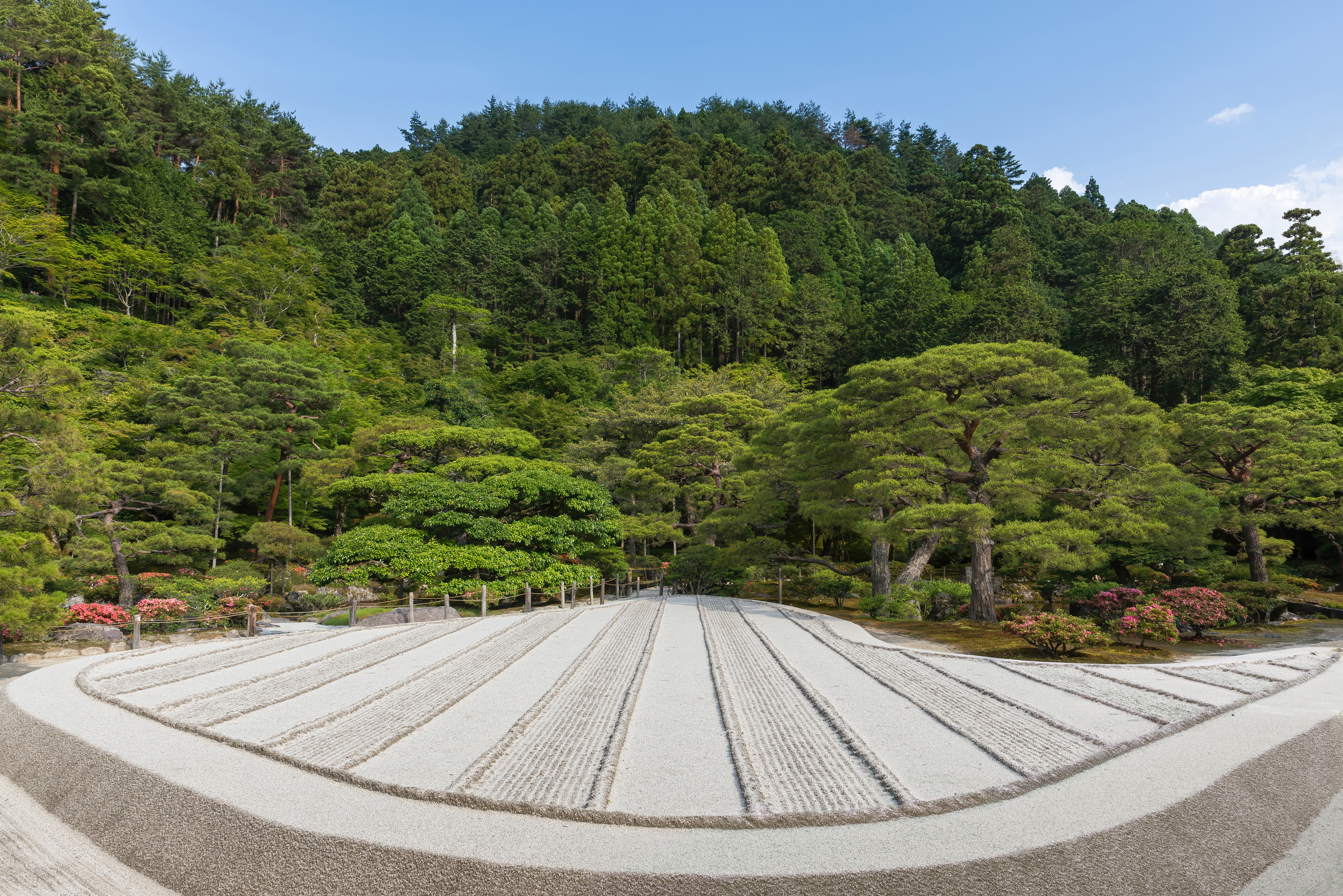
Jardin zen de sable sec à longues rayures beiges, vu de face avec une impression de perspective centrale, des fleurs et des arbres en arrière-plan, un jour ensoleillé au temple bouddhiste zen Higashiyama Jisho-ji, du Ginkaku-ji, le temple du Pavillon d'argent (juin 2019).

### Togudo
La seconde des deux structures survivantes de la construction d'origine s'appelle le Tōgudo. Achevé en 1486, donc toujours à l'époque de Muromachi, il contient le plus vieil exemple qui ait survécu de shoin (petit cabinet de travail) et qui servit de chapelle privée à Yoshimasa. Dans l'angle nord-est du Tōgudo est installée une pièce dénommée Dōjinsai, de 4,5 nattes, et c'est elle qui servait de salle d'étude à Yoshimasa. Le mur nord contient deux alcoves, l'une à côté de l'autre. Dans l'une, plusieurs étagères (chigaidana) offrent des espaces de rangement variés. Dans l'autre (tsukeshoin ou shoin) on y a disposé une banquette surélevée recouverte de lattes de bois. Le Tōgudo est trésor national du Japon.

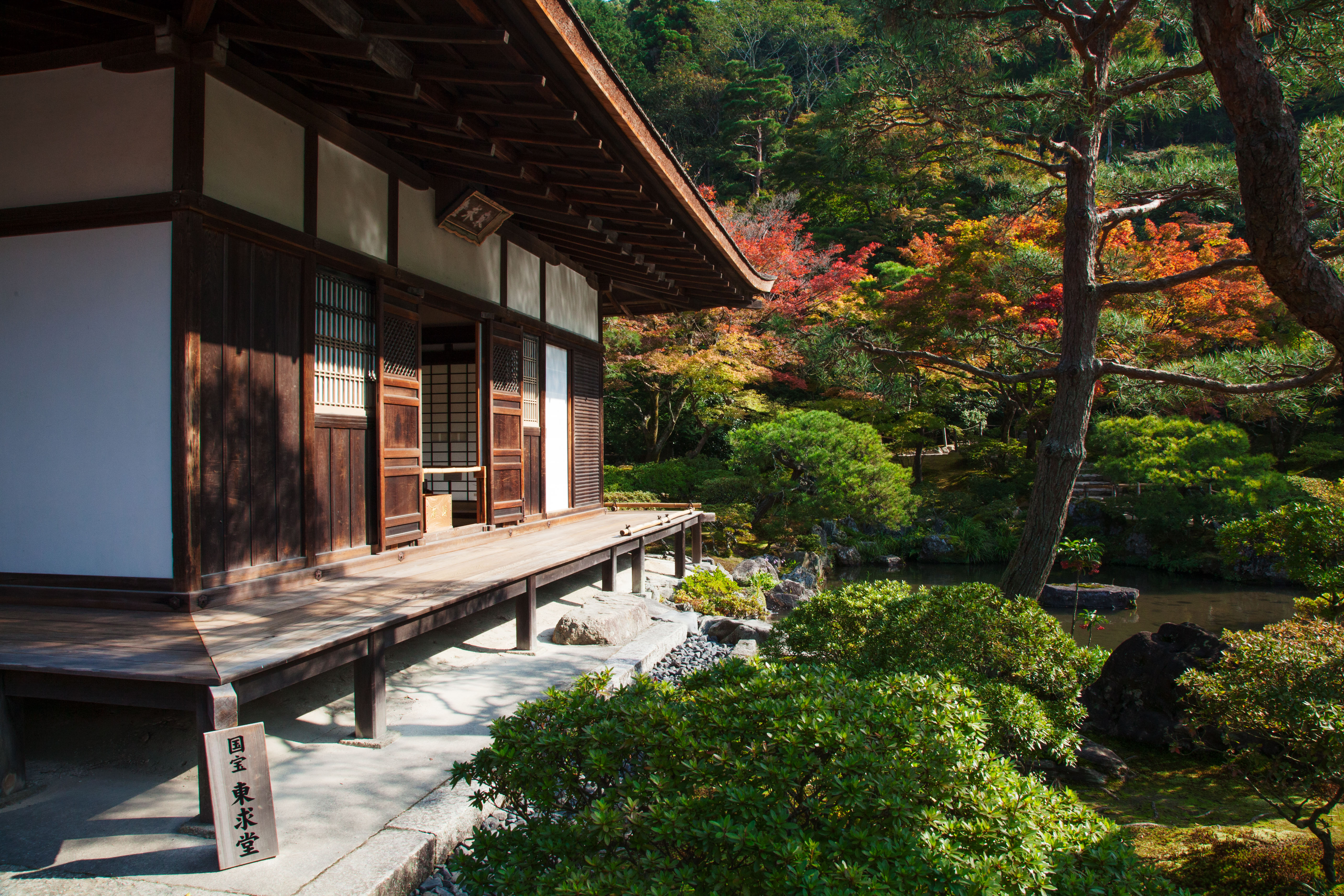
Le Tōgudo.
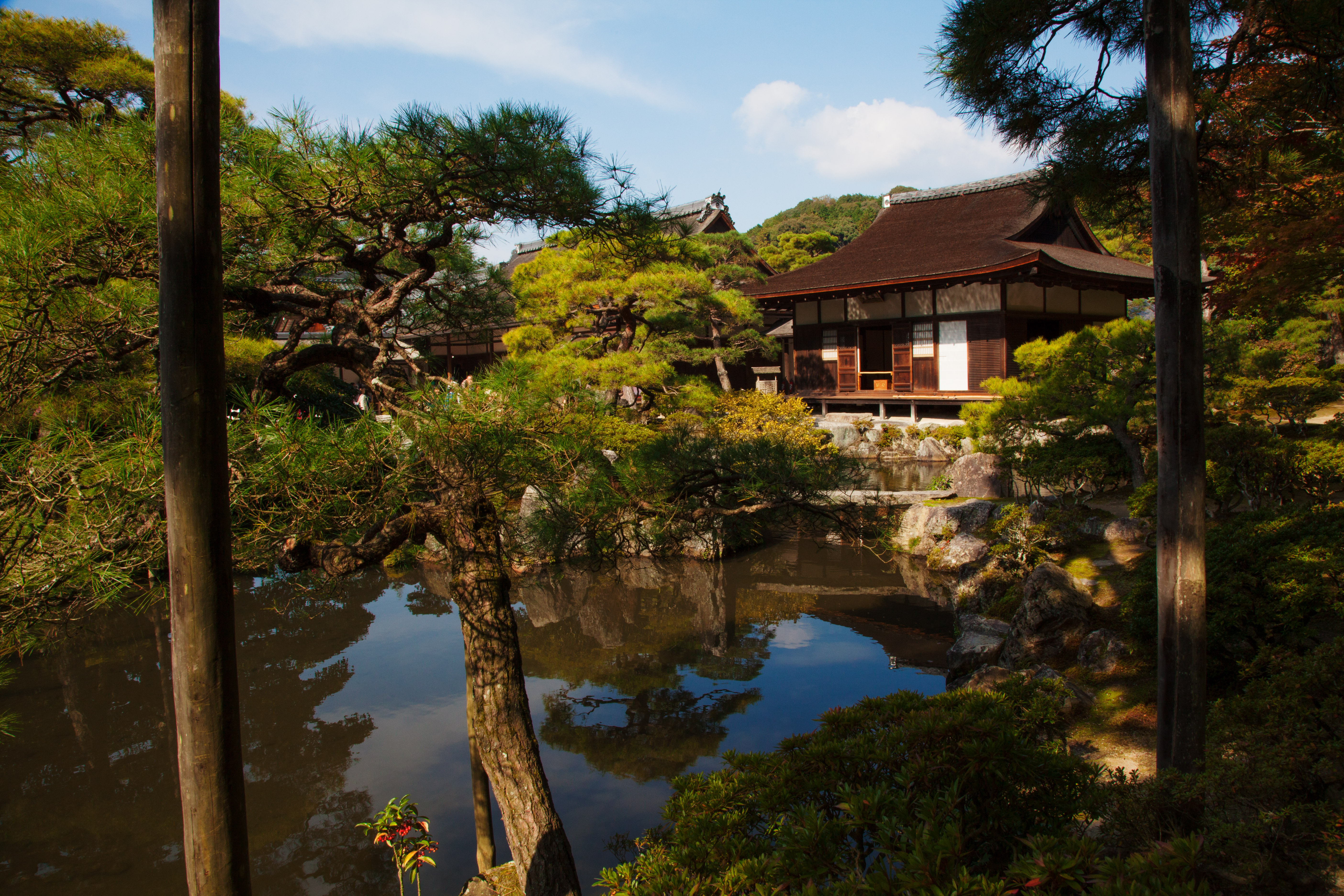
L'étang devant le Tōgudo.
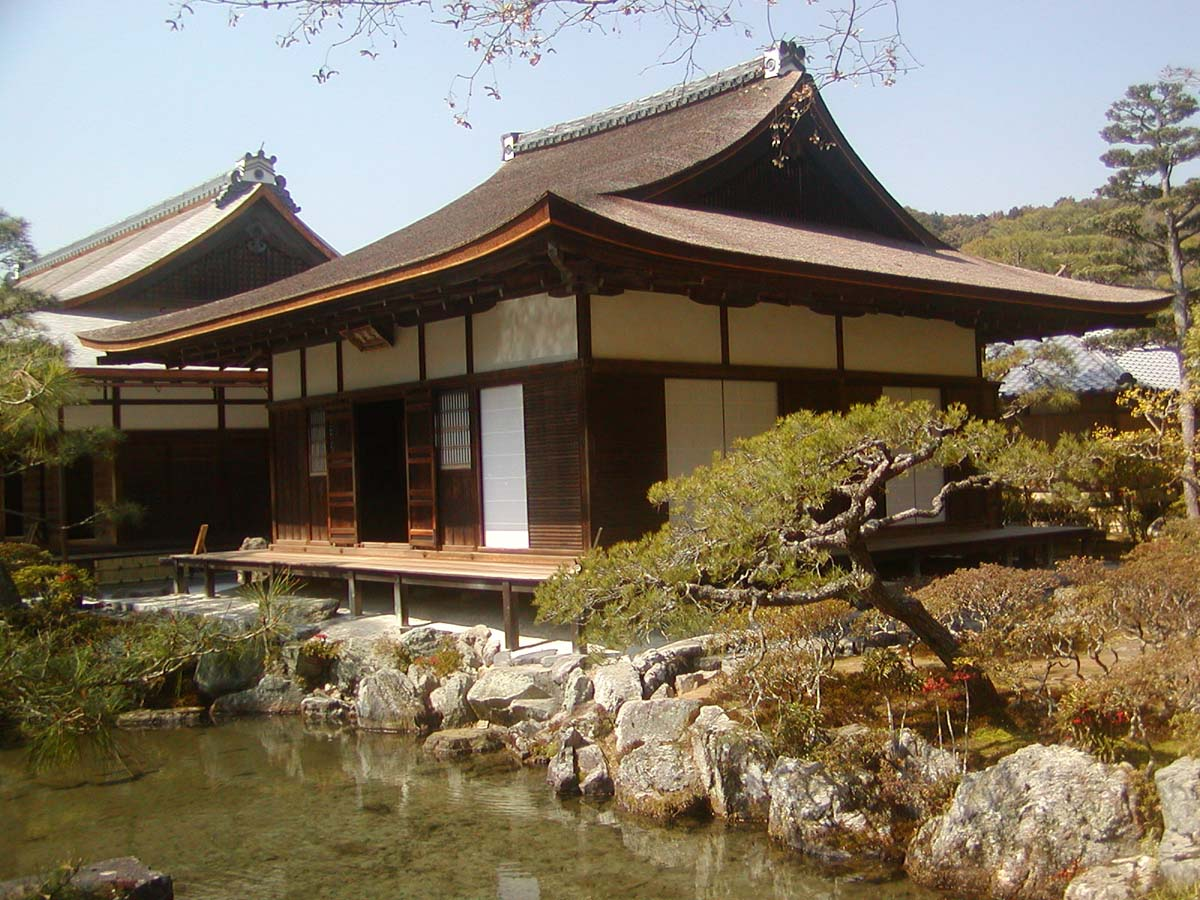
Le Tōgudo, façade sur l'étang.

## Galerie

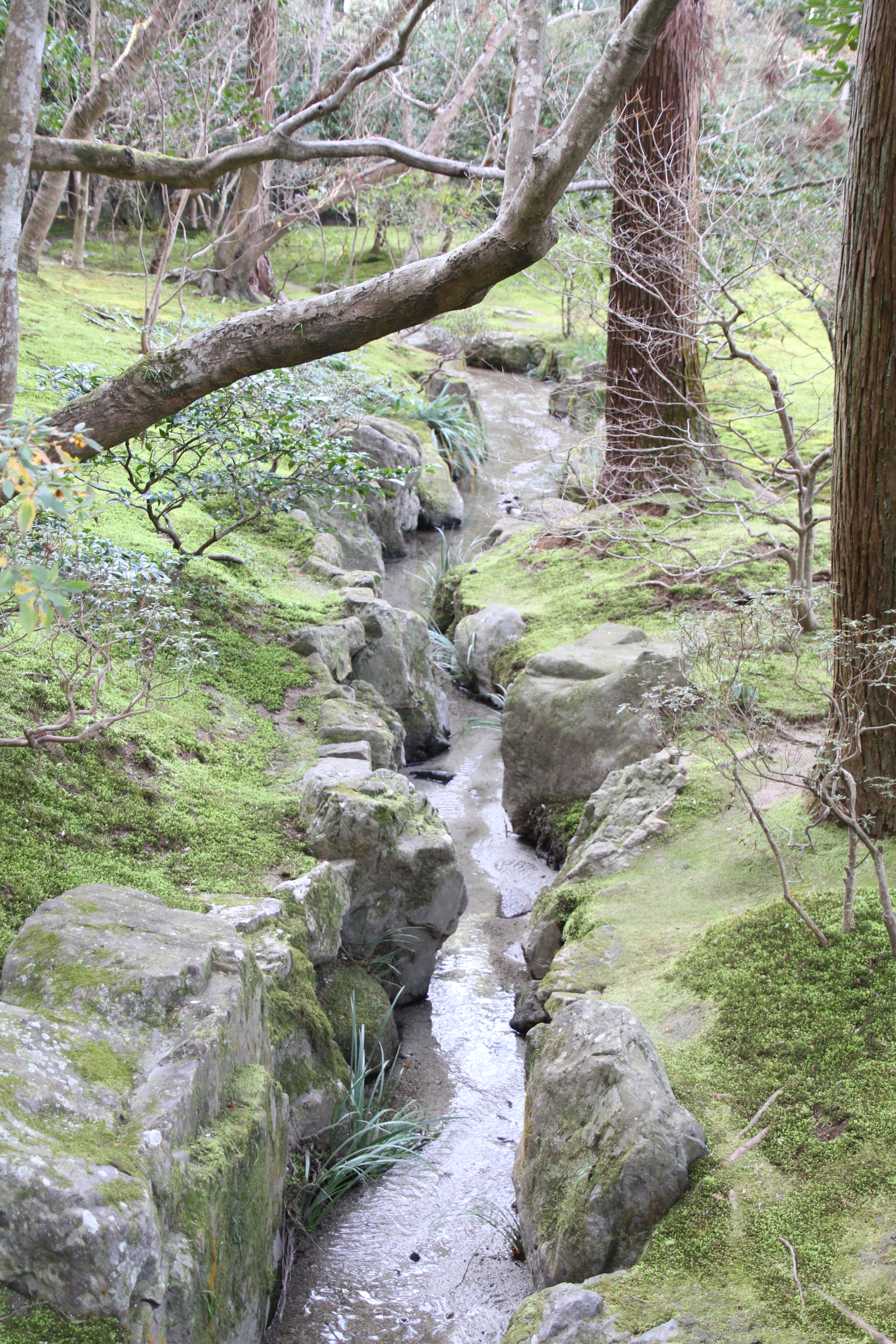
Ruisseau dans son chenal
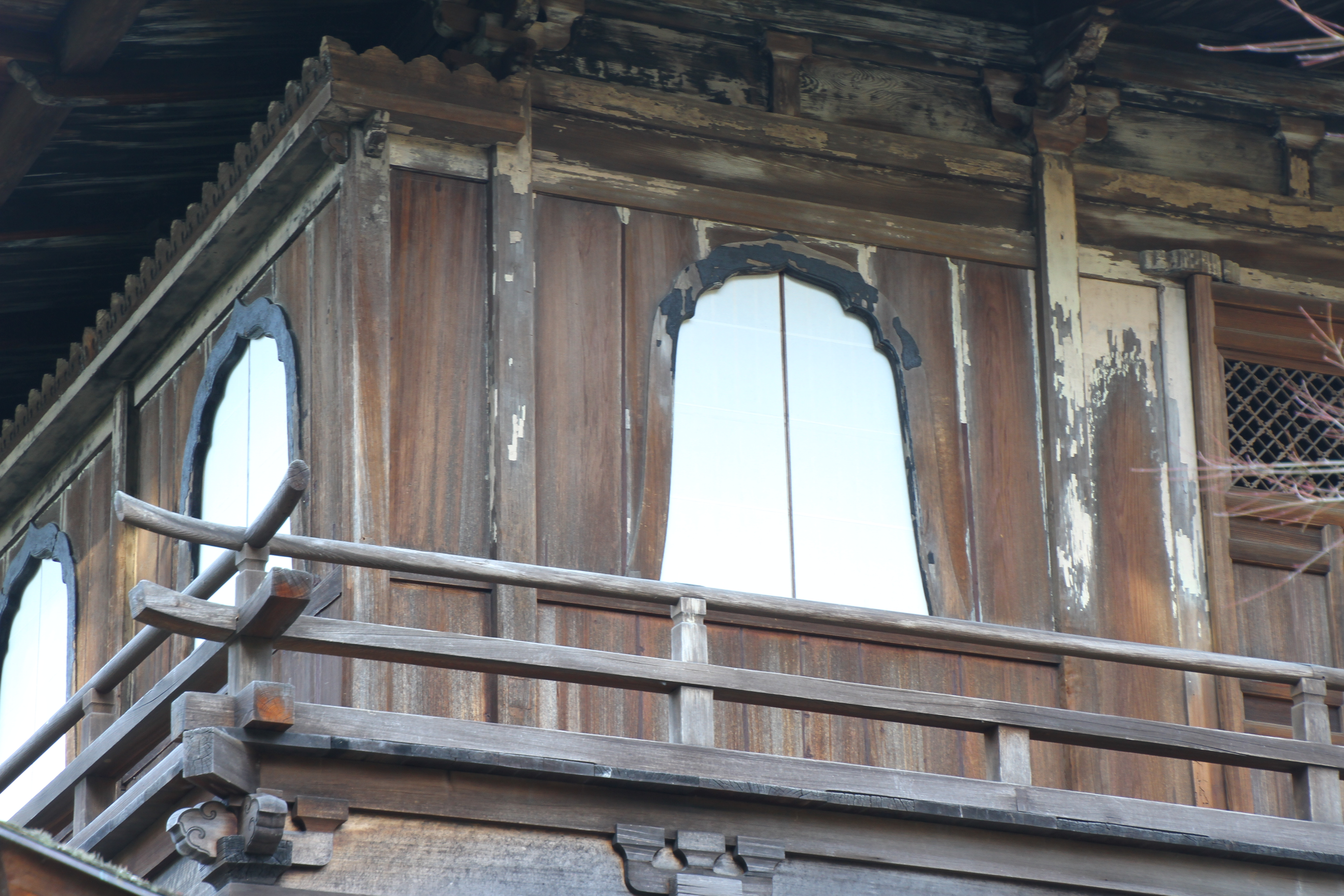
Pavillon d'argent
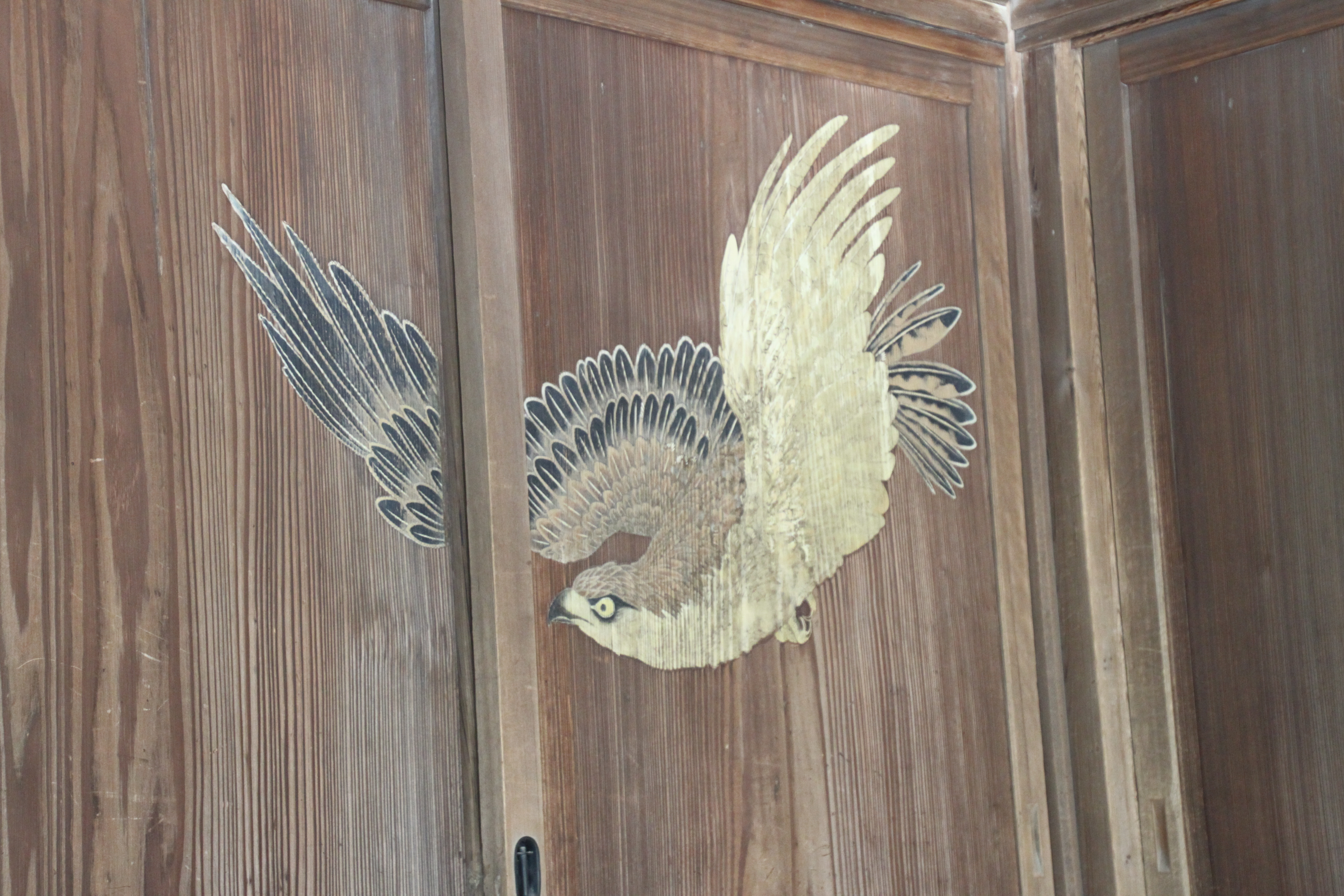
Décor à l'oiseau de proie
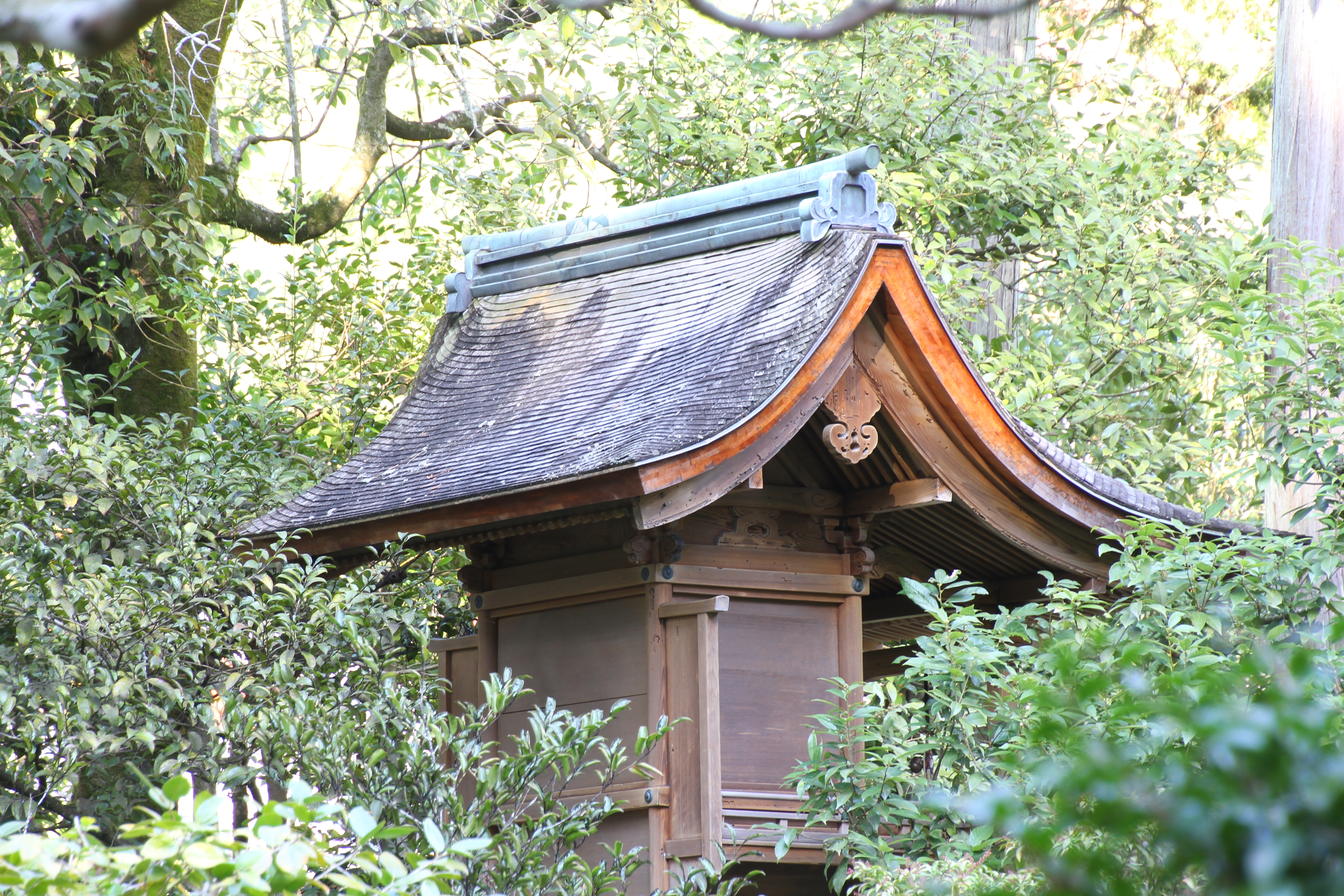
Bâtiment dans le jardin
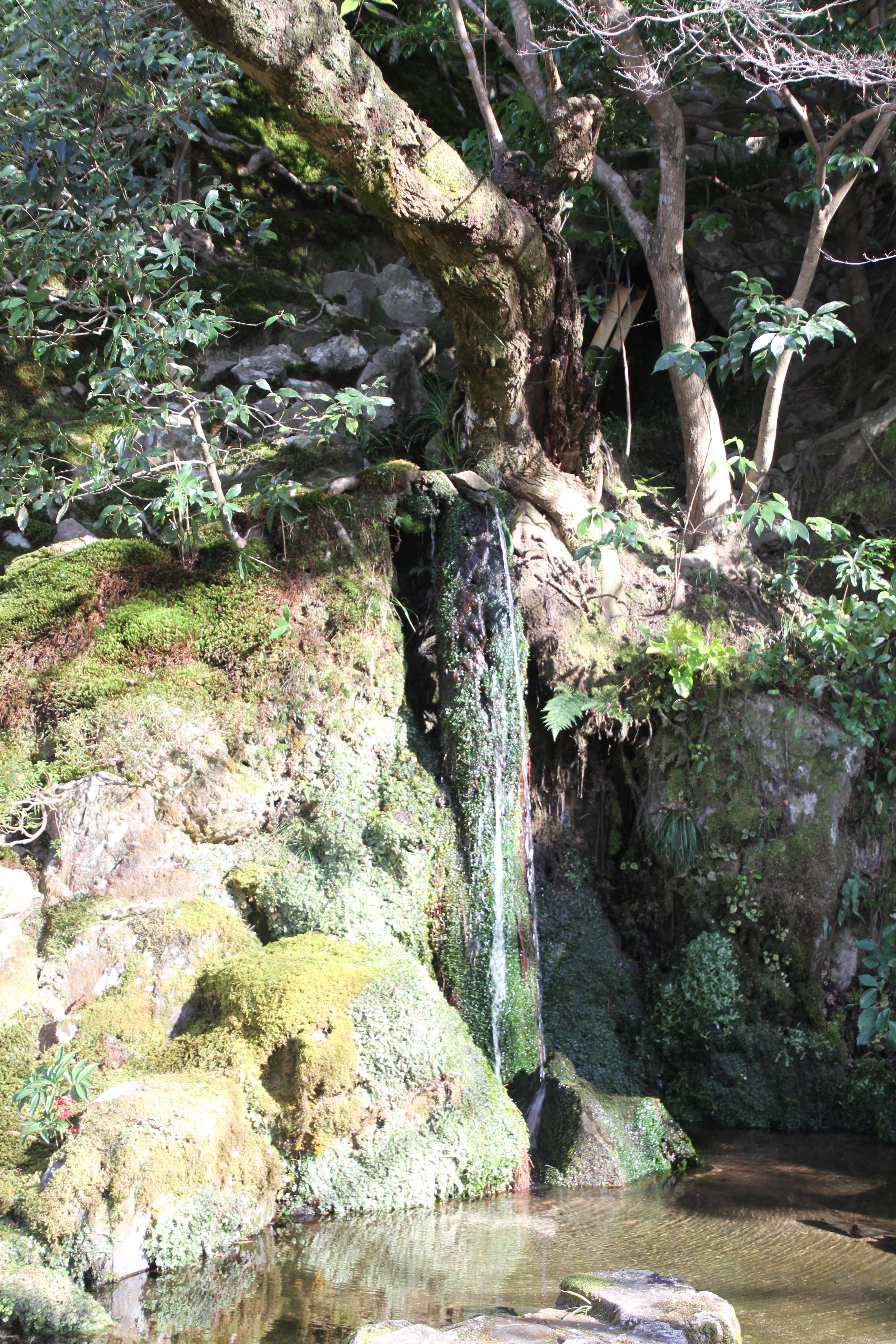
Cascade